# توماس فلاخ
توماس فلاخ (انگلیسی: Thomas Flach؛ زادهٔ ۳ ژوئن ۱۹۵۶) قایقران قایق بادبانی اهل آلمان بود.